# Liste der portugiesischen Botschafter in Kuwait
Die Liste der portugiesischen Botschafter in Kuwait listet die Botschafter der Republik Portugal in Kuwait auf. Die Länder unterhalten seit 1975 direkte diplomatische Beziehungen.
Der erste Botschafter Portugals akkreditierte sich 1981 in Kuwait. Eine eigene Botschaft eröffnete Portugal dort nicht, der Portugiesische Botschafter im Irak war danach für Kuwait zuständig und doppelakkreditierte sich dazu dort. Nach dem Abbruch der Beziehungen 1992 (Irak-Resolution der UNO) gehörte Kuwait zum Amtsbezirk des Vertreters Portugals in Saudi-Arabien, seit 2011 ist der Portugiesische Botschafter in den Vereinigten Arabischen Emiraten für Kuwait zuständig (Stand 2019).

## Missionschefs
| Name                                           | Bild   | Amtszeit  | Anmerkungen                                                                   |
| Kuwait                                         | Kuwait | Kuwait    | Kuwait                                                                        |
| ---------------------------------------------- | ------ | --------- | ----------------------------------------------------------------------------- |
| Vítor Hugo Fortes Rocha                        |        | ab 1981   | Botschafter mit Amtssitz Bagdad, am 25. Mai 1981 in Kuwait akkreditiert       |
| Zózimo Justo da Silva                          |        | ab 1982   | Botschafter mit Amtssitz Bagdad, am 6. Oktober 1982 in Kuwait akkreditiert    |
| Fernando António de Lacerda Andresen Guimarães |        | ab 1986   | Botschafter mit Amtssitz Bagdad, am 18. Juni 1986 in Kuwait akkreditiert      |
| Gabriel Maria da Costa Mesquita de Brito       |        | ab 1989   | Botschafter mit Amtssitz Bagdad, am 12. Juni 1989 in Kuwait akkreditiert      |
| Pedro Manuel Sarmento de Vasconcelos e Castro  |        | ab 1995   | Botschafter mit Amtssitz in Riad, am 22. Dezember 1995 in Kuwait akkreditiert |
| Jorge Raúl da Silva Preto                      |        | ab 1999   | Botschafter mit Amtssitz in Riad, am 1. April 1999 in Kuwait akkreditiert     |
| Jaime van Zeller Leitão                        |        | ab 2011   | Botschafter mit Amtssitz Abu Dhabi                                            |
| Joaquim Alberto de Sousa Moreira de Lemos      |        | seit 2016 | Botschafter mit Amtssitz Abu Dhabi                                            |